# Matters of Life and Death
Matters of Life and Death es un cortometraje estadounidense de 2007 dirigido por Joseph Mazzello. Está protagonizado por Rachael Leigh Cook, Joseph Mazzello, Nick Heyman, David Strathairn, Daniel Gillies, Alex Martinez y Aram Stevens. La película se estrenó el 22 de junio de 2007 en Estados Unidos.

## Sinopsis
Tres hermanos (Rachael Leigh Cook, Joseph Mazzello y Nick Heyman) luchan para mantener el control de sus vidas después de la muerte inesperada de sus padres (David Strathairn), hecho que los empuja en un mundo incierto de la edad adulta.

## Reparto
- Rachael Leigh Cook – Emily Jennings

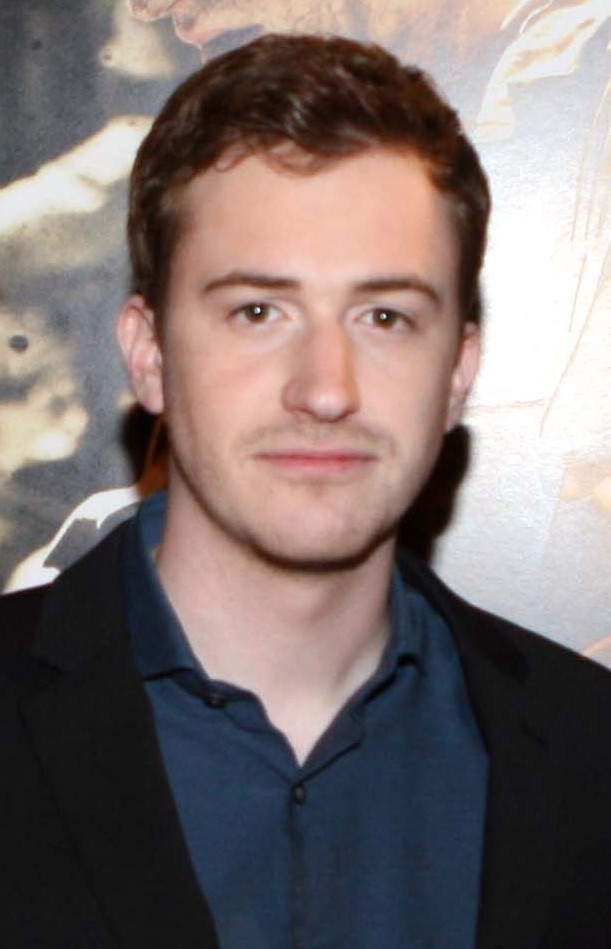
Joseph Mazzello participó como director, productor y guionista del cortometraje.

- Joseph Mazzello – David Jennings
- Nick Heyman – Jon Jennings
- David Strathairn – Sr. Jennings
- Daniel Gillies – Jimmy
- Alex Martinez – Jon niño
- Aram Stevens – David niño

- Datos: Q28503274